# نودیکا
نودیکا (به ایتالیایی: Nodica) یک منطقهٔ مسکونی در ایتالیا است که در وکیانو واقع شده‌است. نودیکا ۲٬۸۷۰ نفر جمعیت دارد و ۵ متر بالاتر از سطح دریا واقع شده‌است.